# 霍普威爾 (喬治亞州康登縣)
霍普威爾（英語：Hopewell）是位於美國喬治亞州康登縣的一個非建制地區。該地的面積和人口皆未知。

## 地理
霍普威爾的座標為30°59′00″N 81°45′03″W / 30.98333°N 81.75083°W，而該地的平均海拔高度為3米（即10英尺）。